# 富尔诺 (芒什省)
富尔诺（法語：Fourneaux，法語發音：[fuʁno]）是法国芒什省的一个市镇，属于圣洛区。

## 地理
富尔诺（48°57'52"N, 1°2'10"W）面积3.34 平方千米，位于法国诺曼底大区芒什省，该省份为法国西北部沿海省份，西、北、东北三面环大西洋，东起顺时针与卡爾瓦多斯省、奧恩省、马耶讷省和伊勒-维莱讷省接壤。
与富尔诺接壤的市镇（或旧市镇、城区）包括：伯夫里尼、栋让、泰西博卡日。

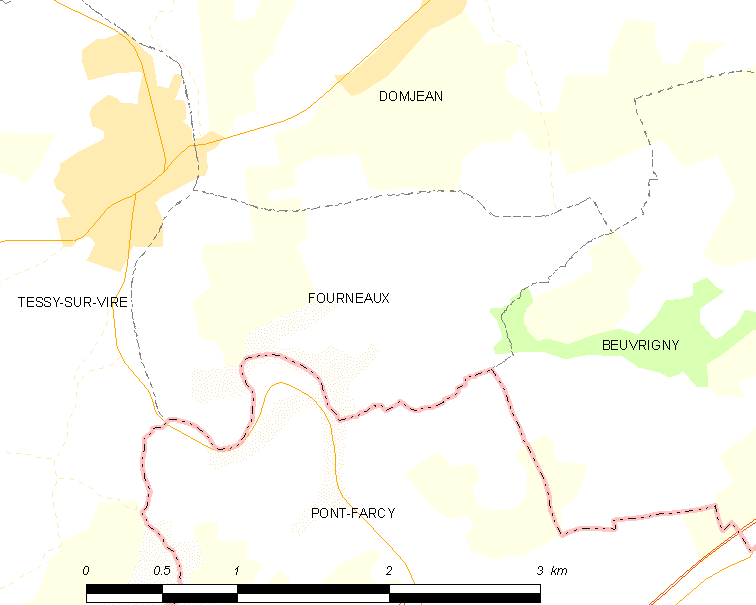
的OSM定位图

富尔诺的时区为UTC+01:00、UTC+02:00（夏令时）。

## 行政
富尔诺的邮政编码为50420，INSEE市镇编码为50192。

## 政治
富尔诺所属的省级选区为维尔河畔孔代县。

## 人口

1962-2008年间人口变化图示

富尔诺于2022年1月1日时的人口数量为131人。